# Dayot Upamecano
Dayotchanculle Oswald Upamecano (Évreux, Normandía, 27 de octubre de 1998), conocido como Dayot Upamecano, es un futbolista francés que juega como defensa en el Bayern de Múnich de la 1. Bundesliga de Alemania.

## Trayectoria

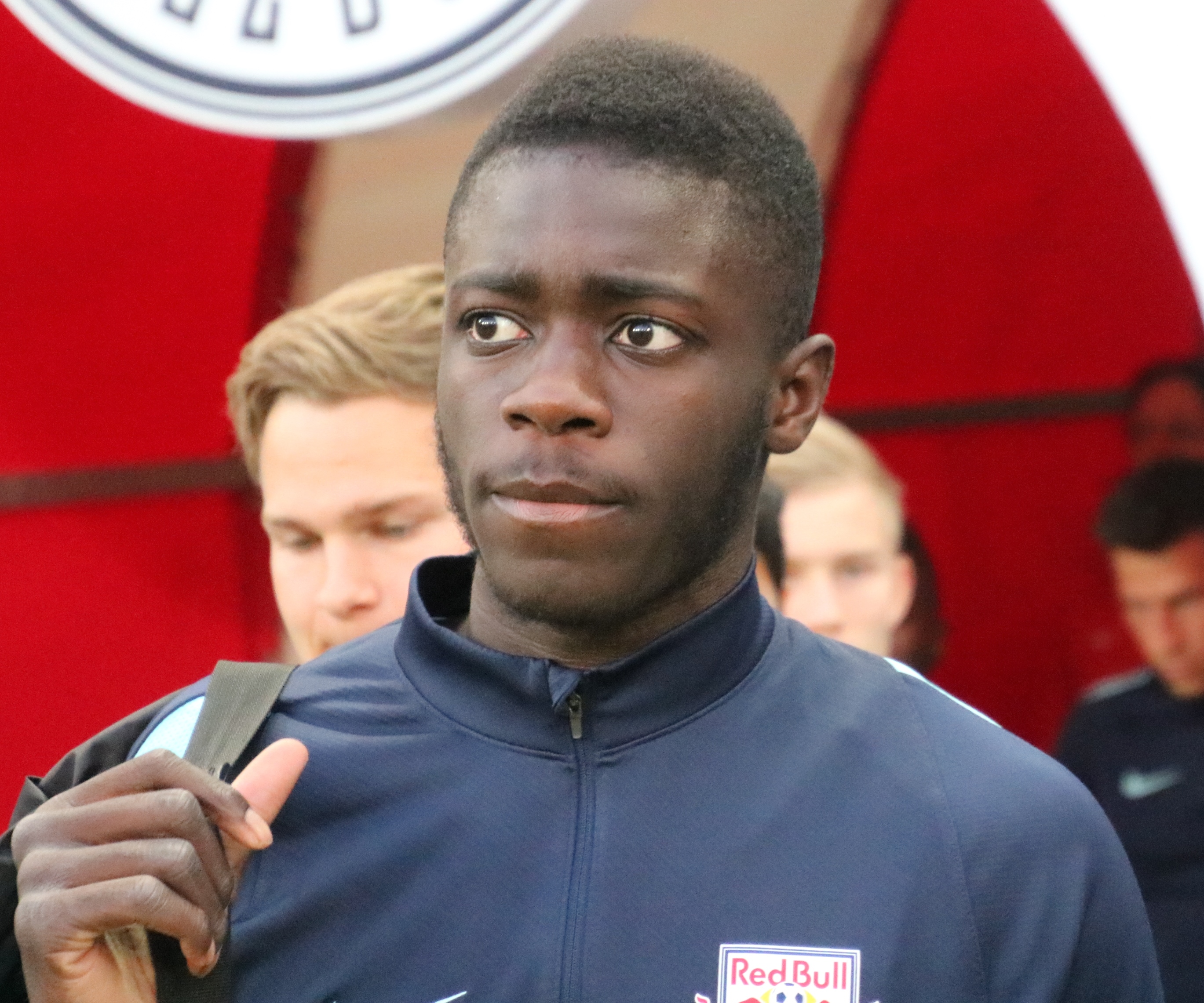
Dayot Upamecano en 2016

### Carrera temprana
Nacido en Évreux, se unió a las categorías inferiores del Valenciennes F. C. en 2013.

### Austria
Luego de ganar el Campeonato de Europa Sub-17 de la UEFA 2015 con Francia y ser incluido en el equipo ideal, clubes como Arsenal, Manchester United y Manchester City se interesaron en fichar a Upamecano.
Finalmente el 10 de julio de 2015, con 16 años, fichó por Red Bull Salzburgo por 2,2 millones de euros por 3 años, hasta el 30 de mayo de 2018, le fue adjudicado el dorsal número 4.
Dejó la sub-19 del Valenciennes F. C. de Francia para viajar hasta su nuevo destino, Austria.
Fue convocado por primera vez por el Red Bull Salzburgo para el partido de ida de clasificación a la Champions League. El 29 de julio estuvo en el banco de suplentes, el partido fue contra el Malmö, ganaron 2 a 0 pero no ingresó.
Su primer partido con el plantel de Primera, fue el 19 de marzo de 2016, fue titular en la defensa central, jugó los 90 minutos contra el Mattersburg en la fecha 28 de la Bundesliga y ganaron 2 a 1. En la última fecha también jugó el partido completo, se enfrentaron al Wolfsberger y ganaron 1 a 0.
El Salzburgo se coronó campeón de la Bundesliga 2015-16 unas fechas antes del final.
En la Copa de Austria, Dayot fue convocado a la semifinal, pero no tuvo minutos, vencieron 5 a 2 al Austria Viena. En la final, que se jugó el 19 de mayo, estuvo en el banco de suplentes, no ingresó pero derrotaron al Admira Wacker por 5 a 0 y se coronaron campeones de la copa nacional.
En su primera temporada, Upamecano jugó 16 partidos en Segunda División, con la reserva del club, todos como titular. Además, jugó 2 partidos completos en Primera.
Para la siguiente temporada, fue ascendido definitivamente al primer equipo. Realizó un buen primer semestre, jugó tanto en el campeonato local, la copa nacional y a nivel internacional en Liga de Campeones de la UEFA y Liga Europea de la UEFA. Totalizó 23 partidos con los profesionales a fin de año.

### Alemania
El 13 de enero de 2017 fue fichado por el RasenBallsport Leipzig hasta junio de 2021.
El 31 de julio de 2020 firmó un nuevo contrato hasta 2023. En la temporada 2019-20 alcanzó con el R. B. Leipzig las semifinales de la Liga de Campeones de la UEFA con el entrenador Julian Nagelsmann. Hasta junio de 2021 jugaría en Leipzig ya que en febrero de ese mismo año el Bayern de Múnich anunció su incorporación en el mes de julio con un contrato de cinco años.

## Selección nacional

### Categorías inferiores
Ha sido internacional con la selección de Francia en las categorías sub-16, sub-17, sub-18, sub-19 y sub-21.
Su primera llamada con la selección fue para disputar la Aegean Cup con la sub-16. Debutó con Francia el 21 de enero de 2014, fue titular contra Escocia y empataron 1 a 1. El 23 de enero se enfrentaron a Noruega, jugó el partido completo, tuvo como rival a Martin Ødegaard y ganaron 4 a 1. El último encuentro fue por el tercer puesto, con Ucrania como oponente, fue titular y ganaron 3 a 2. El torneo lo ganó Estados Unidos pero Dayot fue elegido como el mejor defensa del certamen.
Fue convocado para disputar la ronda clasificatoria del Campeonato Europeo Sub-17 de la UEFA 2015, Francia quedó en el grupo 4 con Chipre, Inglaterra y Macedonia.
Debutó con la sub-17 francesa el 27 de octubre, jugó contra Chipre los 80 minutos y derrotaron al rival por 4 a 0. Su siguiente encuentro fue contra Inglaterra el 30 de octubre, jugó desde el principio pero fue reemplazado y perdieron 3 a 1. A pesar de la derrota clasificaron a la Ronda Élite como segundos de su grupo con 6 puntos, en primer lugar quedaron los ingleses que ganaron los 3 encuentros.
El 17 de febrero de 2015 jugaron un amistoso, contra Bélgica, jugó como titular y ganaron 2 a 0.
Fue convocado para defender la selección en la Ronda Élite, quedaron en el grupo 1 con España, Israel y Suecia. El 20 de marzo jugó contra Israel y ganaron 1 a 0. Su segundo partido de la ronda fue el 22 de marzo contra Suecia, ganaron 7 a 1. El último partido del grupo fue contra España el 25 de marzo, empataron 1 a 1. Dayot jugó los 80 minutos de los 3 partidos y clasificaron como primeros a la fase final del Campeonato Europeo Sub-17.
El entrenador Jean-Claude Giuntini convocó a Upamecano para jugar la fase final del campeonato en Bulgaria. Francia quedó en el grupo C con Escocia, Grecia y Rusia.
Su primer rival fue Escocia, el 7 de mayo se enfrentaron, fue titular y ganaron 5 a 0. El 10 de mayo jugaron contra Rusia, fue titular en un partido parejo, su compañero Odsonne Edouard convirtió en el minuto 50 el único gol del encuentro para lograr los 3 puntos. Ya clasificados a la siguiente fase, restaba disputar un encuentro para asegurar el primer lugar. La fase de grupos terminó el 13 de mayo contra Grecia, ingresó en el segundo tiempo y ganaron 1 a 0.
En cuartos de final, quedaron emparejados con Italia y se enfrentaron el 16 de mayo, fue titular para lograr el triunfo por 3 a 0. El 19 de mayo jugaron contra Bélgica la semifinal, estuvo desde el comienzo, el partido finalizó 1 a 1 y fueron a penales, luego de varios fallos de ambos equipos, le quedó a su goleador Edouard el último penal y lo convirtió, clasificando a la final del certamen europeo.
Alemania no conocía la derrota en la competición y se enfrentaron en la final el 22 de mayo ante más de 14 000 personas en el Lazur Stadium, Dayot jugó el partido completo y triunfaron 4 a 1. Francia consiguió su segundo título como campeón de Europa Sub-17. Fue incluido en el equipo ideal del Campeonato.
Los galos se clasificaron a la Copa Mundial de Fútbol Sub-17 de 2015 con sede en Chile.
Fue convocado por Jean-Claude Giuntini para participar en el Torneo Limoges Sub-18 2015, aunque fueron citados jugadores sub-17 para prepararse para la Copa Mundial de la categoría. Estados Unidos y Australia, también llevaron su plantel sub-17 para preparase pensando en el mundial, el cuadrangular lo completó la sub-19 del Stade Rennais.
El 2 de septiembre debutó en Limogés, jugó como titular contra Stade Rennais y empataron 1 a 1. El segundo encuentro, el 4 de septiembre, fue contra Estados Unidos, fue titular y empataron 0 a 0. El 6 de septiembre jugaron el último partido, ingresó en el segundo tiempo y ganaron 6 a 0. Francia finalizó el torneo con 5 puntos, y por mejor diferencia de goles se coronó campeón. Dayot fue condecorado como el mejor jugador del Torneo.
El 25 de septiembre fue confirmado por el técnico en la plantilla definitiva para jugar la Copa Mundial sub-17.
Debutó a nivel mundial el 19 de octubre de 2015, jugó como titular con el dorsal número 5 contra Nueva Zelanda y ganaron 6 a 1. El segundo encuentro de la fase de grupos fue contra Paraguay, jugó todo el partido y anotó su primer gol con la selección, ganaron 4 a 3. El tercer cotejo fue contra Siria, ya clasificados estuvo en el banco de suplentes sin ingresar, ganaron 4 a 0 y pasaron a octavos de final como primeros del grupo F.

#### Participaciones en categorías inferiores
| Competición                                                                | Sede     | Resultado        | Partidos | Goles |
| -------------------------------------------------------------------------- | -------- | ---------------- | -------- | ----- |
| Ronda de clasificación para el Campeonato de Europa Sub-17 de la UEFA 2015 | Chipre   | Clasificó        | 2        | 0     |
| Ronda Élite para el Campeonato de Europa Sub-17 de la UEFA 2015            | España   | Clasificó        | 3        | 0     |
| Campeonato de Europa Sub-17 de la UEFA 2015                                | Bulgaria | Campeón          | 6        | 0     |
| Copa Mundial Sub-17 de 2015                                                | Chile    | Octavos de final | 3        | 1     |

### Absoluta
El 5 de septiembre de 2020 realizó su debut con la selección absoluta de Francia en un encuentro de la Liga de Naciones de la UEFA contra Suecia. En el siguiente partido ante Croacia, disputado tres días después, consiguió su primer gol.

#### Participaciones en Copas del Mundo
| Mundial      | Sede  | Resultado  | Partidos | Goles |
| ------------ | ----- | ---------- | -------- | ----- |
| Mundial 2022 | Catar | Subcampeón | 5        | 0     |

#### Participaciones en Eurocopas
| Copa          | Sede     | Resultado   | Partidos | Goles |
| ------------- | -------- | ----------- | -------- | ----- |
| Eurocopa 2024 | Alemania | Semifinales | 6        | 0     |

## Estadísticas

### Clubes
Actualizado al último partido jugado el 16 de agosto de 2025.
| Club                         | Div.          | Temporada     | Liga  | Liga  | Liga   | Copas nacionales | Copas nacionales | Copas nacionales | Copas internacionales | Copas internacionales | Copas internacionales | Total | Total | Total  |
| Club                         | Div.          | Temporada     | Part. | Goles | Asist. | Part.            | Goles            | Asist.           | Part.                 | Goles                 | Asist.                | Part. | Goles | Asist. |
| ---------------------------- | ------------- | ------------- | ----- | ----- | ------ | ---------------- | ---------------- | ---------------- | --------------------- | --------------------- | --------------------- | ----- | ----- | ------ |
| F. C. Liefering · Austria    | 2.ª           | 2015-16       | 16    | 0     | 0      | —                | —                | —                | —                     | —                     | —                     | 16    | 0     | 0      |
| F. C. Liefering · Austria    | Total club    | Total club    | 16    | 0     | 0      | 0                | 0                | 0                | 0                     | 0                     | 0                     | 16    | 0     | 0      |
| Red Bull Salzburgo · Austria | 1.ª           | 2015-16       | 2     | 0     | 0      | 0                | 0                | 0                | 0                     | 0                     | 0                     | 2     | 0     | 0      |
| Red Bull Salzburgo · Austria | 1.ª           | 2016-17       | 15    | 0     | 2      | 1                | 0                | 0                | 5                     | 0                     | 0                     | 21    | 0     | 2      |
| Red Bull Salzburgo · Austria | Total club    | Total club    | 17    | 0     | 2      | 1                | 0                | 0                | 5                     | 0                     | 0                     | 23    | 0     | 2      |
| R. B. Leipzig · Alemania     | 1.ª           | 2016-17       | 12    | 0     | 0      | 0                | 0                | 0                | —                     | —                     | —                     | 12    | 0     | 0      |
| R. B. Leipzig · Alemania     | 1.ª           | 2017-18       | 28    | 3     | 0      | 2                | 0                | 0                | 11                    | 0                     | 0                     | 41    | 3     | 0      |
| R. B. Leipzig · Alemania     | 1.ª           | 2018-19       | 15    | 0     | 0      | 3                | 0                | 0                | 4                     | 0                     | 0                     | 22    | 0     | 0      |
| R. B. Leipzig · Alemania     | 1.ª           | 2019-20       | 28    | 0     | 1      | 2                | 0                | 0                | 8                     | 0                     | 0                     | 38    | 0     | 1      |
| R. B. Leipzig · Alemania     | 1.ª           | 2020-21       | 29    | 1     | 0      | 5                | 0                | 0                | 7                     | 0                     | 0                     | 41    | 1     | 0      |
| R. B. Leipzig · Alemania     | Total club    | Total club    | 112   | 4     | 1      | 12               | 0                | 0                | 30                    | 0                     | 0                     | 154   | 4     | 1      |
| Bayern de Múnich · Alemania  | 1.ª           | 2021-22       | 28    | 1     | 6      | 2                | 0                | 0                | 8                     | 0                     | 0                     | 38    | 1     | 6      |
| Bayern de Múnich · Alemania  | 1.ª           | 2022-23       | 29    | 0     | 1      | 4                | 1                | 0                | 10                    | 0                     | 0                     | 43    | 1     | 1      |
| Bayern de Múnich · Alemania  | 1.ª           | 2023-24       | 25    | 1     | 0      | 1                | 0                | 0                | 7                     | 0                     | 0                     | 33    | 1     | 0      |
| Bayern de Múnich · Alemania  | 1.ª           | 2024-25       | 20    | 2     | 0      | 2                | 0                | 0                | 16                    | 0                     | 1                     | 38    | 2     | 1      |
| Bayern de Múnich · Alemania  | 1.ª           | 2025-26       | 0     | 0     | 0      | 1                | 0                | 0                | 0                     | 0                     | 0                     | 1     | 0     | 0      |
| Bayern de Múnich · Alemania  | Total club    | Total club    | 102   | 4     | 7      | 10               | 1                | 0                | 41                    | 0                     | 1                     | 153   | 5     | 8      |
| Total carrera                | Total carrera | Total carrera | 247   | 8     | 10     | 23               | 1                | 0                | 76                    | 0                     | 1                     | 346   | 9     | 11     |
| 1. 2. 3.                     |               |               |       |       |        |                  |                  |                  |                       |                       |                       |       |       |        |

## Palmarés

### Títulos nacionales
| Título                | Club               | País     | Año  |
| --------------------- | ------------------ | -------- | ---- |
| Bundesliga            | Red Bull Salzburgo | Austria  | 2016 |
| Copa de Austria       | Red Bull Salzburgo | Austria  | 2016 |
| Bundesliga            | Red Bull Salzburgo | Austria  | 2017 |
| Copa de Austria       | Red Bull Salzburgo | Austria  | 2017 |
| Supercopa de Alemania | Bayern de Múnich   | Alemania | 2021 |
| 1. Bundesliga         | Bayern de Múnich   | Alemania | 2022 |
| Supercopa de Alemania | Bayern de Múnich   | Alemania | 2022 |
| 1. Bundesliga         | Bayern de Múnich   | Alemania | 2023 |
| 1. Bundesliga         | Bayern de Múnich   | Alemania | 2025 |
| Supercopa de Alemania | Bayern de Múnich   | Alemania | 2025 |

### Títulos internacionales
| Título                      | Club (*) | Sede   | Año  |
| --------------------------- | -------- | ------ | ---- |
| Liga de Naciones de la UEFA | Francia  | Italia | 2021 |

(*) Incluyendo la selección.

### Distinciones individuales
| Distinción                                                                     | Año     |
| ------------------------------------------------------------------------------ | ------- |
| Mejor defensa de la Aegean Cup                                                 | 2014    |
| Mejor jugador del Torneo Limoges                                               | 2015    |
| Equipo ideal del Campeonato de Europa Sub-17 de la UEFA                        | 2015    |
| Parte de los 50 mejores jugadores del mundo para The Guardian (categoría 1998) | 2015    |
| MVP contra Atlético de Madrid en la Liga de Campeones de la UEFA               | 2020    |
| Equipo Ideal de la Liga de Campeones                                           | 2019-20 |
| Equipo del Año de la European Sport Media                                      | 2020    |
| Parte de los 100 mejores jugadores del mundo según The Guardian                | 2022    |